# ميواريلي
ميواريلي هي بلدية تقع في إقليم أرجيش في رومانيا.